# 鲁饶
鲁饶，是匈牙利琼格拉德州所辖的一个村。总面积84.68平方公里，总人口2553，人口密度30.1人/平方公里（2011年1月1日）。